# HMS Saturn (1786)
HMS Saturn (Корабль Его Величества «Сатурн») — 74-пушечный линейный корабль третьего ранга. Первый корабль Королевского флота, 
названный Saturn. Девятый линейный корабль типа Arrogant. Заложен в августе 1782 года. Спущен на воду 22 ноября 1786 года на частной верфи Томаса Рэймонда в Нортаме. Относился к так называемым «обычным 74-пушечным кораблям», нёс на верхней орудийной палубе 18-фунтовые пушки. Принял участие во многих морских сражениях периода Французских революционных и Наполеоновских войн, в том числе в Сражении у Йерских островов и Битве при Копенгагене.

## Служба
8 июля 1795 года Saturn, под командованием капитана Джеймса Дугласа, с флотом Канала стал на якоре в заливе Сан-Фьоренцо. Когда были получены сведения, что французский флот находится неподалеку, британцы бросились в погоню. Противник был обнаружен 13 июля, был отдан приказ для общей погони, но бой закончился с неопределенным результатом, французы потеряли только один 74-пушечный корабль. В результате на адмирала Уильяма Хотэма обрушилась волна критики и, возможно, именно поэтому 1 ноября 1795 он был смещен со своего поста.
В 1801 году Saturn, под командованием капитана Роберта Ламберта, принял участие экспедиции сэра Хайда Паркера в Балтийском море. 2 апреля 1801 года присутствовал при Копенгагенском сражении. Однако он находился в резерве адмирала Паркера и не принимал активного участия в битве.
Он был флагманом контр-адмирала Тотти, который был назначен командующим станцией Подветренных островов в декабре 1801 года и отплыл из Портсмута к Мартинике 13 декабря. Во время плавания большая часть экипажа заболела жёлтой лихорадкой, адмирал также заразился, проведя несколько дней на берегу. Корабль курсировал в течение дня или двух возле острова в надежде, что свежий воздух пойдет на пользу адмиралу, но, заметив что его состояние ухудшается, капитан приказал Saturn плыть в Англию 24 мая. Адмирал умер 2 июня и был похоронен возле гарнизонной часовни в Портсмуте.
В 1806 году Saturn служил в Средиземном море, где он сел на мель возле Кадиского маяка когда возвращался домой. Он был взят на буксир и приведен в Гибралтар, где у него были заменены два пояса обшивки и спустя шесть недель он вновь вышел в море.
В 1812-1813 годах Адмиралтейство решило срезать быстрые 74-пушечные из «обычных», и выбрало три: HMS Majestic, HMS Goliath и HMS Saturn. В 1813 году у Saturn была срезана верхняя палуба, при этом он сохранил нижнюю орудийную палубу с 28 длинными 32-фунтовыми пушками, а на верхней, вместо 28 длинных 18-фунтовых пушек, было установлено столько же 42-фунтовых карронад, а также две длинные 12-фунтовых пушки в качестве погонных орудий. В результате он стал 58-пушечным двухдечным фрегатом, с экипажем из 495 матросов и офицеров.
14 февраля 1814 года Saturn, под командованием капитана Джеймса Нэша, отплыл к Бермудским островам, позже он был на станции Галифакс. Затем он служил частью блокирующей эскадры возле Нью-Йорка, пока англо-американская война не закончилась подписанием Договора Гента в 1814 году. 
С 1825 года Saturn был переведен на рейдовую службу в Милфорд-Хейвен. С июля 1830 использовался как госпитальное судно, с декабря 1848 года как карантинное судно. Он был отправлен на слом и разобран в 1868 году.